# Raková (Slowakije)
Raková is een Slowaakse gemeente in de regio Žilina, en maakt deel uit van het district Čadca.
Raková telt 5.299 inwoners.